# ぐーぐーちょきちょき
「ぐーぐーちょきちょき」は、岡村靖幸の32枚目のシングル。2021年3月10日に、V4Recordから発売され、同年の5月19日から、デジタル配信が開始された。

## 概要
前作「少年サタデー」から3年振りのシングルで、2020年12月1日、NHK『みんなのうた』に本作を提供することが発表され、2021年2月・3月度期にテレビ・ラジオでオンエアされた。岡村は、当楽曲について「時代が変わっても、子供達は小さな幸せを見つけながら、新しい時代を毎日健やかに過ごして欲しい」と語っている。
また、本作のアナログ盤が、2021年3月21日から始まる「岡村靖幸 2021 SPRINGツアー 操」各会場限定で発売された。カップリング曲の「ぶーしゃかloop (vinyl mix)」が収録されたアナログ盤は、同年3月1日から公式HPで受注を開始している。

## 収録曲

### CD
| 全作詞・作曲・編曲: 岡村靖幸。 |                                |          |            |      |
| #                              | タイトル                       | 作詞     | 作曲・編曲 | 時間 |
| 1.                             | 「ぐーぐーちょきちょき」       | 岡村靖幸 | 岡村靖幸   | 2:36 |
| 2.                             | 「俺だけのバッシュー」         | 岡村靖幸 | 岡村靖幸   | 5:24 |
| 3.                             | 「ぶーしゃかloop (vinyl mix)」 | 岡村靖幸 | 岡村靖幸   | 3:50 |
| 合計時間:                      | 合計時間:                      | 11:50    |            |      |

### 12インチアナログ盤
| 全作詞・作曲・編曲: 岡村靖幸。 |                          |          |            |      |
| #                              | タイトル                 | 作詞     | 作曲・編曲 | 時間 |
| 1.                             | 「ぐーぐーちょきちょき」 | 岡村靖幸 | 岡村靖幸   | 2:36 |
| 2.                             | 「俺だけのバッシュー」   | 岡村靖幸 | 岡村靖幸   | 5:24 |
| 合計時間:                      | 合計時間:                | 8:00     |            |      |